# Cher Ami (película)
Cher Ami es una película de animación española dirigida por Miquel Pujol en el estilo de los largometrajes de los estudios Disney. Fue estrenada el 19 de junio de 2009.

## Sinopsis
Inspirada en hechos reales, cuenta la historia de una paloma mensajera que, en plena Guerra Mundial, salvó la vida de un batallón de soldados americanos que se habían perdido en el bosque durante la contienda.
La acción arranca en una granja situada en los bosques de Argonne (Francia), en octubre de 1918, cuando la tranquila vida de Cher Ami, el palomo protagonista, y de sus felices amigos se ve amenazada por la llegada de la Gran Guerra. Conscientes de su responsabilidad, los torpes palomos de la granja se convertirán en audaces y valerosos mensajeros que intentarán salvar la vida de un batallón de soldados estadounidenses.

## Premios
XXIV edición de los Premios Goya
| Categoría                   | Resultado |
| --------------------------- | --------- |
| Mejor película de animación | Nominada  |

Premios Gaudí 2010
| Categoría                   | Resultado |
| --------------------------- | --------- |
| Mejor película de animación | Ganadora  |